# Flying the Foam and Some Fancy Diving
Flying the Foam and Some Fancy Diving er en britisk stumfilm fra 1906 af James Williamson.